# Saint-Glen

Saint-Glen este o comună în departamentul  Côtes-d'Armor, Franța. În 1 ianuarie 2022 avea o populație de 667 de locuitori.